# Dionigio Casaroli

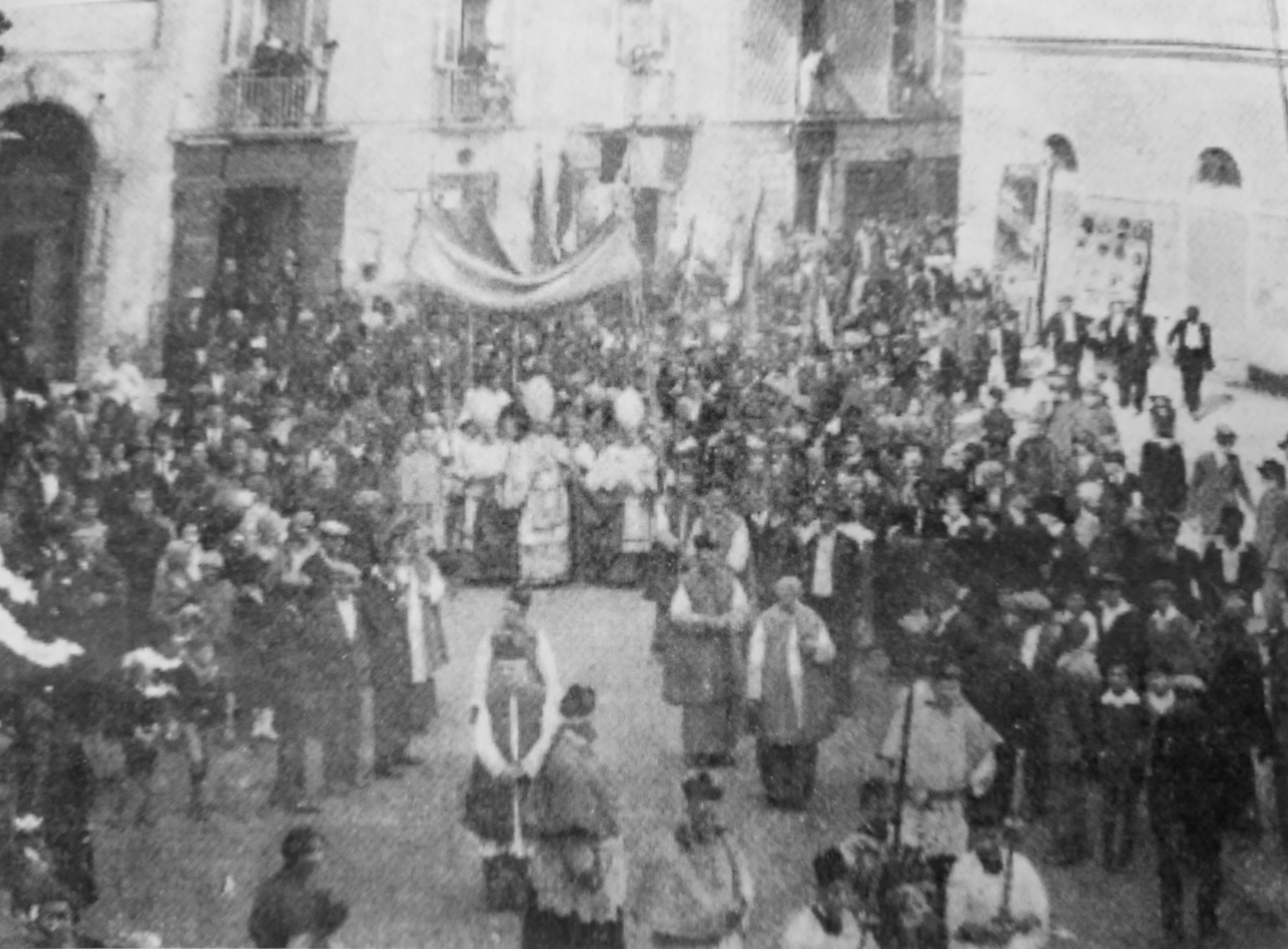
Ingresso solenne di Casaroli in Gaeta

Dionigio Casaroli (Minerbio, 9 luglio 1869 – Gaeta, 24 febbraio 1966) è stato un arcivescovo cattolico italiano.

## Biografia
Dionigio Casaroli nacque il 9 luglio 1869 a Minerbio, primo di sette fratelli, in una famiglia povera.

### Formazione e ministero sacerdotale
Da ragazzo fu carrettiere e aiuto sagrestano e, appena ebbe l'età, si recò a piedi a Bologna, distante 20 km dal paese natale, per entrare in seminario. Essendo morti la madre e il padre, rispettivamente nel 1885 e nel 1886, alle spese per gli studi penserà il suo vecchio curato, don Cantelli.
Il 10 gennaio 1892 fu ordinato sacerdote. Fu destinato in un primo momento alla parrocchia di San Vitale, a Bologna, come coadiutore. Nel 1897 fu nominato parroco di San Giorgio di Varignana, ove costruì la nuova chiesa parrocchiale. Nel 1916 divenne arciprete della chiesa collegiata di San Giovanni in Persiceto.

### Ministero episcopale
Il 14 agosto 1926 fu nominato arcivescovo di Gaeta. La consacrazione avvenne il 22 dello stesso mese per l'imposizione delle mani del cardinale Giovanni Battista Nasalli Rocca di Corneliano, arcivescovo metropolita di Bologna, co-consacranti Giuseppe Antonio Ferdinando Bussolari, arcivescovo metropolita di Modena, ed Ersilio Menzani, vescovo di Piacenza. Il 14 dicembre prese solennemente possesso dell'arcidiocesi di Gaeta.
Si interessò subito del restauro del tempio di San Francesco a Gaeta. Il 10 giugno 1927 alle ore 18 tenne un incontro in arcivescovado per sollecitare le principali personalità cittadine a costituire un comitato promotore e una commissione esecutiva allo scopo. La chiesa fu riaperta già il 6 ottobre con un solenne triduo in onore del santo. Il 4 novembre dello stesso anno benedisse il monumento ai caduti della prima guerra mondiale in Piazza Traniello.
Nel 1929 chiamò al convento di San Francesco i salesiani, che vi tennero un oratorio fino al 1992.
Nel 1934 indisse il secondo sinodo della storia dell'arcidiocesi, che risulterà in 734 costituzioni promulgate l'11 febbraio dell'anno seguente. Il 18 novembre 1934, in occasione del 4º centenario della morte del cardinale Tommaso De Vio, riaprì al culto la chiesa di San Domenico a Gaeta a seguito dei restauri condotti dal soprintendente all'arte medievale della Campania Gino Chierici e promossi dal senatore Pietro Fedele.
Tra il 21 e il 25 ottobre del 1936 tenne il secondo congresso eucaristico diocesano.
Nel 1943, come tutti gli abitanti della zona, fu anch'egli sfollato a causa della vicinanza alla linea Gustav. Tornato da Roma il 18 agosto 1944 con tre camion della Pontificia Opera di Assistenza carichi di viveri per i primi soccorsi alle popolazioni da poco liberate. Tra i suoi primi atti per la ricostruzione morale e religiosa dell'arcidiocesi vi fu quello di organizzare una missione in Gaeta ad opera della Pro Civitate Christiana di Assisi.

### Il dopoguerra
Nel 1947 portò a Gaeta i padri guanelliani, che fondarono un istituto dedicato alla Madonna della Civita in contrada Conca. Il 23 novembre dello stesso anno consacrò nella chiesa parrocchiale della Madonna della Neve in Torre Annunziata Lorenzo Gargiulo, che gli era stato assegnato come arcivescovo coadiutore con diritto di successione.
Dal 22 al 26 agosto 1951, per suo volere, si celebrò a Gaeta il congresso mariano. Il 24 maggio 1959 insieme al cardinale Alfonso Castaldo, arcivescovo metropolita di Napoli, impartì la benedizione alla statua marmorea di Maria Ausiliatrice sopra Monte Orlando. Il 2 agosto benedisse un'altra statua, stavolta bronzea e dedicata all'Immacolata Concezione, posta sulla sommità della chiesa di San Giacomo. Il 17 luglio 1960 inaugurò la nuova facciata del santuario della Madonna della Civita a Itri.
Nel 1962 chiamò nuovamente a Gaeta i missionari della Pro Civitate Christiana. Il 17 ottobre il cardinale Giovanni Battista Montini, futuro papa Paolo VI, venne a Gaeta per visitare i luoghi frequentati da papa Pio IX durante il suo esilio. Verso le ore 14 giunse al palazzo arcivescovile con l'intenzione di salutare l'anziano ordinario, ma questi, essendo un po' sordo per la veneranda età, non lo sentì bussare. Dopo aver atteso 10 minuti davanti alla porta dell'appartamento al secondo piano, Montini desistette, dicendo al suo seguito "non importa, vuol dire che torneremo un'altra volta".
Negli ultimi anni continuò a reggere l'arcidiocesi, seppure devolvendo la maggior parte dei compiti al coadiutore Gargiulo.
Morì il 24 febbraio 1966 a Gaeta all'età di 96 anni.
Dopo i solenni funerali celebrati da Tommaso Leonetti, arcivescovo metropolita di Capua, fu sepolto nella "terra santa" della cattedrale di Gaeta. Il suo quasi quarantennale episcopato è stato il più lungo della storia della diocesi dopo quello di Bernardo. Gli sono dedicate una via nel quartiere medievale di Gaeta e una nella natìa Minerbio.

## Genealogia episcopale e successione apostolica
La genealogia episcopale è:
- Cardinale Scipione Rebiba
- Cardinale Giulio Antonio Santori
- Cardinale Girolamo Bernerio, O.P.
- Arcivescovo Galeazzo Sanvitale
- Cardinale Ludovico Ludovisi
- Cardinale Luigi Caetani
- Cardinale Ulderico Carpegna
- Cardinale Paluzzo Paluzzi Altieri degli Albertoni
- Papa Benedetto XIII
- Papa Benedetto XIV
- Cardinale Enrico Enriquez
- Arcivescovo Manuel Quintano Bonifaz
- Cardinale Buenaventura Córdoba Espinosa de la Cerda
- Cardinale Giuseppe Maria Doria Pamphilj
- Papa Pio VIII
- Papa Pio IX
- Cardinale Alessandro Franchi
- Cardinale Giovanni Simeoni
- Cardinale Vincenzo Vannutelli
- Cardinale Giovanni Battista Nasalli Rocca di Corneliano
- Arcivescovo Dionigio Casaroli

La successione apostolica è:
- Arcivescovo Lorenzo Gargiulo (1947)